# Fantastic (Toy-Box)
Fantastic è il primo album in studio del gruppo musicale danese Toy-Box, pubblicato il 21 maggio 1999 dalla Edel AG.

## Tracce
1. Toy-Box Pictures Presents – 0:38
2. The Sailor Song – 3:04
3. Best Friend – 3:28
4. Tarzan & Jane – 3:04
5. E.T. – 3:40
6. Teddybear – 4:14
7. Super-Duper-Man – 3:17
8. I Believe In You – 3:29
9. Earth, Wind, Water & Fire – 3:36
10. What About – 3:40
11. Eenie, Meenie, Miney, Mo – 3:17
12. A Thing Called Love – 3:16
13. Sayonara (Goodbye) – 3:25

## Classifiche
| Classifiche (1999) | Posizione massima |
| ------------------ | ----------------- |
| Finlandia          | 28                |
| Norvegia           | 9                 |
| Paesi Bassi        | 1                 |
| Svezia             | 17                |